# Igreja Presbiteriana Reformada Avivada do Brasil
Para outras denominações com nomes semelhantes, veja a desambiguação em Igreja Presbiteriana Reformada.
A Igreja Presbiteriana Reformada Avivada do Brasil (IPRAB) é uma denominação pentecostal, fundada em 5 de maio de 1997, em Itapipoca, Ceará, pelo pastor Fernando Carlos Azevedo Pinto e ex-membros da Igreja Presbiteriana do Brasil.

## História
Em 1997, um grupo de membros da Igreja Presbiteriana do Brasil (IPB), sob liderança do Pastor Fernando Carlos Azevedo Pinto, aderira a doutrina pentecostal do batismo com o Espírito Santo. No mesmo ano, o grupo se separou da IPB e fundou a Igreja Presbiteriana Reformada Avivada do Brasil (IPRAB). 
A IPRAB cresceu pela plantação de igrejas, em sua maioria no Ceará. Em 2009, a denominação era formada por 24 igrejas, espalhadas pelo Brasil e Bolívia.
Em Itapipoca, a IPRAB é conhecida pelo seu trabalho social, como a manutenção de casas de recuperação de dependentes químicos e pela realização de eventos religiosos anuais, que atraem visitantes para a cidade.
Em Fortaleza, a denominação é conhecida pelo trabalho, em conjunto com a Prefeitura, na prevenção de uso de drogas entre os jovens.

## Doutrina
A IPRAB é uma denominação pentecostal. Destaca-se na doutrina da IPRAB a ênfase nas doutrinas da Depravação total e Justificação pela fé. Todavia, sua teologia é majoritariamente arminiana.
A denominação é credobatista e batiza por aspersão.